# Marcus Julius Gessius Marcianus
Marcus Julius Gessius Marcianus of kortweg Gessius Marcianus (†Homs 218) was de vader van Severus Alexander (keizer van 222-235) en de man van Julia Mamaea.
Hij was een Romeinse aristocraat van Syrische afkomst. Hij schopte het van Equites tot Propraetor. Hij werd ter dood veroordeeld door keizer Macrinus.